# Романса месечарка
Романса месечарка (шп. Romance Sonámbulo’) једна је од осамнаест песама из збирке Цигански романсеро, шпанског писца Федерика Гарсије Лорке. Романса месечарка је једна од најпопуларнијих песама Федерика Гарсије Лорке. Написана је усред Шпанског грађанског рата. Лорка је, као и већина интелектуалаца свог времена, био на страни социјалистичке владе. На другој страни су биле католичка црква и шпанска војска. Ова песма се често укључује у дела која су довела до Лоркиног хапшења и погубљења. Објављена је осам година пре његове смрти 1928.

## Преглед
Највећи део песме се фокусира на говорникову чежњу за женом зелене косе и зелене коже. Неколико пута понавља колико „жели“ и воли зелену боју; постаје симбол његове чежње за новим видом живота. Ово је наглашено када говорник замоли свог пријатеља, који је такође привремено окупиран у овом свету снова, да помогне у склапању трговине. Да замени свој садашњи живот, један од ножева и коња, за једно од огледала и кућа. Песма се завршава када говорника нагло узнемири пијана цивилна гарда која лупа на врата.

## Структура

### Теме
Главне теме у песми су чежња или пожуда, као и снови и разочарење. Постоје и друге мање истакнуте теме попут насиља. Говорник троши песму осликавајући онострано царство за читаоца. Он ствара визију стварности коју је понекад тешко разумети или у њој пронаћи било какву истину. Али, његова примарна осећања, губитак чежње, се јављају. Он тражи жену са зеленом косом и кожом, и шире, зеленом бојом, али одлази разочаран. На крају, упркос свим невољама и свему што је претрпео, он је и даље сам. Ова песма је бекство из Лоркиног савременог света, али она је само привремена.

### Форма
Романса месечарка Федерика Гарсије Лорке је песма од пет строфа подељена у неравне редове. Прва има дванаест редова, док је последња строфа двадесет и шест. Пре анализе структуре „, важно је запамтити да је ова песма првобитно написана на шпанском. Романса месечарка је традиционална шпанска балада која потиче из средњег века. И метар и рима су сасвим правилни. Пошто је ово дело написано на шпанском, велики део те структуре је ипак изгубљен. У оригиналној шпанској верзији, редови су дуги осам слогова, а сваки други ред користи риму самогласника, такође познату као асонантна рима.
Понављање је широко књижевно средство које се односи на много различитих могућих примера. На пример, употреба зелене боје три пута у првом и другом реду прве строфе, а затим још два пута на крају исте строфе и на почетку следеће. Слике, баш као и зелена боја, могу се лако поновити, као и општа атмосфера славља или носталгије.